# 郑保瑞
郑保瑞（英語：Soi Cheang，1972年7月11日—），香港电影导演、监制、编剧、演員，以動作、驚慄风格见长，主要作品有《意外》、《車手》、《杀破狼II》、在中国大陆票房超过10亿人民币的三部《西游记》题材电影、在法國票房理想的《智齒》、榮獲金像獎最佳導演獎的《命案》、以及入選坎城影展午夜展映單元的《九龍城寨之圍城》。

## 简历
鄭保瑞在澳門出世，11歲來香港，1985年畢業於聖公會基榮小學下午校，中一至中二就讀聖芳濟書院（與音樂製作人伍仲衡為同屆同學），中三以後入讀中華基督教會基協中學。他19歲入行，在劇集《家在香港》中担任場務，其後進入電影圈，曾因堅持做電影而與母親冷戰了兩年，1992年，在電影《她來自胡志明市》第一次任副導演，1995年，跟隨林嶺東擔任《大冒險家》副導演，後加入王晶的電影公司，半年之內做了五部電影的副導演，包括鄭伊健主演的《古惑仔》、舒淇主演的《玉蒲團之玉女心經》，1997年曾入職香港無綫電視，但僅半年後便離開，跟隨導演葉偉信。1999年，在「中大電影創作室」幫助下用8.8万港币、五天时间拍摄实验性质处女作《第100日》。2001年在马伟豪支持下拍摄第一部商业电影《恐怖热线之大头怪婴》，之後連續拍了多套恐怖題材電影，包括《熱血青年》、《古宅心慌慌》，2008年加入銀河映像。2012年憑《車手》榮獲第19屆香港電影評論學會大獎最佳導演獎。2014年北上中国大陆发展，制作三部以西游记为题材的特效电影。近年为香港多部本土电影担任监制。回歸香港拍攝的首部電影《智齒》風格凌厲，法國票房打破當地發行商kinovista的票房紀錄。 之後《命案》亦被安排於法國上映， 2024年憑《命案》榮獲第42屆香港電影金像獎最佳導演獎。《九龍城寨之圍城》入選法國坎城影展「午夜展映」單元，香港票房达到1.125亿港元，成为仅次于《毒舌大状》的卖座华语片，并代表香港角逐第97届奥斯卡金像奖“最佳国际影片”奖。2025年憑《九龍城寨之圍城》榮獲第43屆香港電影金像獎最佳導演獎。

## 电影

### 导演
- 1999《第100日》（香港票房：HK$37,600）
- 1999《水着青春救生》（香港票房：HK$35,475）
- 1999《摩登姑婆屋》（香港票房：HK$37,220）
- 2000《發光石頭》（香港票房：HK$5,010）
- 2001《恐怖熱線之大頭怪嬰》（香港票房：HK$4,596,530）
- 2002《熱血青年》贏得第22届香港电影金像奖新晋导演提名（香港票房：HK$1,696,265）
- 2003《古宅心慌慌》（香港票房：HK$10,158,810）
- 2004《愛·作戰》（香港票房：HK$2,768,227）
- 2004《追擊8月15》（香港票房：HK$9,748,709）
- 2005《怪物》（香港票房：HK$4,552,960）
- 2006《狗咬狗》第19屆東京影展正式競賽片（香港票房：HK$1,662,566）
- 2007《軍雞》（香港票房：HK$3,110,002）
- 2009《意外》第66屆威尼斯影展正式競賽片；亞太影展最佳劇本（香港票房：HK$5,358,322）
- 2012《车手》赢得第19屆香港電影評論學會大獎最佳電影、最佳導演；第32屆香港電影金像獎最佳影片、最佳導演提名（香港票房：HK$14,766,493）
- 2014《西遊記之大鬧天宮》[5]（香港票房：HK$25,639,054）
- 2015《殺破狼II》[6]（香港票房：HK$13,542,522）
- 2016《西遊記之孫悟空三打白骨精》[7]（香港票房：HK$15,921,532）
- 2018《西遊記·女兒國》（香港票房：HK$9,130,907）
- 2021《智齒》第71屆柏林影展特別展映單元；贏得第28屆香港電影評論學會大獎最佳電影；第40屆香港電影金像獎最佳導演、第59屆金馬獎最佳導演提名（香港票房：HK$2,207,025）
- 2023《命案》第73屆柏林影展特別展映單元；贏得第42屆香港電影金像獎最佳導演、2023年度香港電影導演會年度大獎最佳導演；第30屆香港電影評論學會大獎最佳導演提名（香港票房：HK$11,703,729）
- 2024《九龍城寨之圍城》第77屆坎城影展午夜展映單元；贏得第57屆錫切斯影展最佳導演獎、2024年度香港電影導演會年度大獎最佳導演、第43屆香港電影金像獎最佳導演；第31屆香港電影評論學會大獎最佳導演提名（香港票房：HK$108,448,257）

### 监制
- 2015《衝鋒車》（刘浩良导演）
- 2017《狂獸》（李子俊导演）
- 2019《麥路人》（黃慶勳导演）
- 2020《征途》（陈德森导演）
- 2023《斷網》（黃慶勳导演）
- 2023《第八个嫌疑人》（李子俊导演，与谢国豪共同担任监制）
- 2025《私家偵探（李子俊、周汶儒导演）

### 配音
| 播映年份 | 劇集名稱           | 配演角色 | 角色演員 |
| -------- | ------------------ | -------- | -------- |
| 1999     | 《第100日》        | 細華     | 陳國邦   |
| 2005     | 《殺破狼》         | 阿積     | 吳京     |
| 2007     | 《神探》           | 何家安   | 安志杰   |
| 2008     | 《親愛的》         | 阿勇     | 安志杰   |
| 2011     | 《白蛇传说》       | 龟妖     | 姜武     |
| 2019     | 《犯罪現場》       | 何兆東   | 安志杰   |
| 2022     | 《神探大戰》       | 歐陽劍   | 譚凱     |
| 2023     | 《別叫我「賭神」》 | 瑞哥     | 安志杰   |

## 电視劇

### 監製
- 2020《獵夢特工》

## 獎項及提名
| 年份 | 頒獎典禮                       | 獎項         | 影片           | 結果 |
| ---- | ------------------------------ | ------------ | -------------- | ---- |
| 2003 | 第22屆香港電影金像獎           | 傑出青年導演 | 熱血青年       | 提名 |
| 2005 | 第5屆華語電影傳媒大獎          | 最佳導演     | 愛·作戰        | 提名 |
| 2012 | 第19屆香港電影評論學會大獎     | 最佳導演     | 車手           | 獲獎 |
| 2013 | 第32屆香港電影金像獎           | 最佳導演     | 車手           | 提名 |
| 2020 | 第39屆香港電影金像獎           | 最佳電影     | 麥路人         | 提名 |
| 2022 | 第28屆香港電影評論學會大獎     | 最佳導演     | 智齒           | 提名 |
| 2022 | 第40屆香港電影金像獎           | 最佳導演     | 智齒           | 提名 |
| 2022 | 第59屆金馬獎                   | 最佳導演     | 智齒           | 提名 |
| 2024 | 第30屆香港電影評論學會大獎     | 最佳電影     | 第八個嫌疑人   | 提名 |
| 2024 | 第30屆香港電影評論學會大獎     | 推薦電影     | 第八個嫌疑人   | 獲獎 |
| 2024 | 第30屆香港電影評論學會大獎     | 最佳導演     | 命案           | 提名 |
| 2024 | 2023年度香港電影導演會年度大獎 | 最佳導演     | 命案           | 獲獎 |
| 2024 | 第42屆香港電影金像獎           | 最佳導演     | 命案           | 獲獎 |
| 2024 | 第57屆錫切斯影展               | 最佳導演獎   | 九龍城寨之圍城 | 獲獎 |
| 2025 | 第31屆香港電影評論學會大獎     | 最佳導演     | 九龍城寨之圍城 | 提名 |
| 2025 | 2024年度香港電影導演會年度大獎 | 最佳導演     | 九龍城寨之圍城 | 獲獎 |
| 2025 | 第43屆香港電影金像獎           | 最佳導演     | 九龍城寨之圍城 | 獲獎 |